# Sainte-Colombe (Yonne)
Sainte-Colombe – miejscowość i gmina we Francji, w regionie Burgundia-Franche-Comté, w departamencie Yonne.
Według danych na rok 1990 gminę zamieszkiwało 148 osób, a gęstość zaludnienia wynosiła 8 osób/km² (wśród 2044 gmin Burgundii Sainte-Colombe plasuje się na 763. miejscu pod względem liczby ludności, natomiast pod względem powierzchni na miejscu 504.).